# Stazione meteorologica di Agrigento
La stazione meteorologica di Agrigento è la stazione meteorologica di riferimento relativa alla città di Agrigento.

## Coordinate geografiche
La stazione meteorologica si trova nell'Italia insulare, in Sicilia, nel comune di Agrigento, a 313 metri s.l.m. e alle coordinate geografiche 37°19′N 13°34′E.

## Dati climatologici
In base alla media trentennale di riferimento 1961-1990, la temperatura media del mese più freddo, gennaio, si attesta a +11,0 °C; quella del mese più caldo, agosto, è di +26,5 °C .
| Agrigento          | Mesi | Mesi | Mesi | Mesi | Mesi | Mesi | Mesi | Mesi | Mesi | Mesi | Mesi | Mesi | Stagioni | Stagioni | Stagioni | Stagioni | Anno |
| Agrigento          | Gen  | Feb  | Mar  | Apr  | Mag  | Giu  | Lug  | Ago  | Set  | Ott  | Nov  | Dic  | Inv      | Pri      | Est      | Aut      | Anno |
| ------------------ | ---- | ---- | ---- | ---- | ---- | ---- | ---- | ---- | ---- | ---- | ---- | ---- | -------- | -------- | -------- | -------- | ---- |
| T. max. media (°C) | 14,0 | 14,5 | 16,4 | 18,9 | 23,6 | 28,2 | 30,9 | 30,9 | 27,5 | 23,5 | 19,3 | 15,8 | 14,8     | 19,6     | 30,0     | 23,4     | 22,0 |
| T. min. media (°C) | 8,0  | 8,0  | 9,1  | 11,2 | 14,8 | 19,2 | 21,8 | 22,1 | 19,8 | 16,1 | 12,6 | 9,7  | 8,6      | 11,7     | 21,0     | 16,2     | 14,4 |

## Temperature estreme mensili dal 1924 ad oggi
Nella tabella sottostante sono riportate le temperature massime e minime assolute mensili, stagionali ed annuali dal 1924 ad oggi, con il relativo anno in cui queste si sono registrate. La massima assoluta del periodo esaminato di +43,2 °C risale all'agosto 1999, mentre la minima assoluta di -0,1 °C è del febbraio 1956 e del gennaio 1962.
| Agrigento (1924-2023) | Mesi        | Mesi               | Mesi        | Mesi        | Mesi        | Mesi        | Mesi        | Mesi        | Mesi        | Mesi        | Mesi        | Mesi              | Stagioni | Stagioni | Stagioni | Stagioni | Anno |
| Agrigento (1924-2023) | Gen         | Feb                | Mar         | Apr         | Mag         | Giu         | Lug         | Ago         | Set         | Ott         | Nov         | Dic               | Inv      | Pri      | Est      | Aut      | Anno |
| --------------------- | ----------- | ------------------ | ----------- | ----------- | ----------- | ----------- | ----------- | ----------- | ----------- | ----------- | ----------- | ----------------- | -------- | -------- | -------- | -------- | ---- |
| T. max. assoluta (°C) | 22,2 (1965) | 24,3 (1966 e 1998) | 30,1 (2001) | 30,8 (1999) | 35,4 (1962) | 40,5 (2006) | 42,4 (2009) | 43,2 (1999) | 39,9 (1968) | 34,5 (1999) | 29,5 (1961) | 26,5 (1988)       | 26,5     | 35,4     | 43,2     | 39,9     | 43,2 |
| T. min. assoluta (°C) | −0,1 (1962) | −0,1 (1956)        | 0,1 (1949)  | 2,8 (1956)  | 7,5 (1970)  | 10,0 (2006) | 13,8 (1925) | 10,7 (1933) | 11,6 (2018) | 7,3 (1974)  | 4,5 (2013)  | 0,0 (1988 e 2014) | −0,1     | 0,1      | 10,0     | 4,5      | −0,1 |